# モリテーラ属
モリテーラ属はモリテーラ科の基準属でグラム陰性の非芽胞形成通性嫌気性桿菌。極鞭毛を持ち運動を行う。かつてはビブリオ属とみなされていたが16S rRNA系統解析により新しく設けられた。名称はアメリカの微生物学者リチャード・モリタに因む。GC含量は40から45。
好圧細菌、好冷菌、好塩菌として知られ、極圏の海水や海溝の堆積物から発見されている。増殖に適した圧力が50MPaを超え100MPaまで生育するが、低い圧力では増殖できない偏性好圧の種もある。細胞膜の脂肪酸にドコサヘキサエン酸を含む特徴がある。